# Shibecha
Shibecha (標茶町?) è una cittadina giapponese della prefettura di Hokkaidō.